# Rokeya Sakhawat Hussain

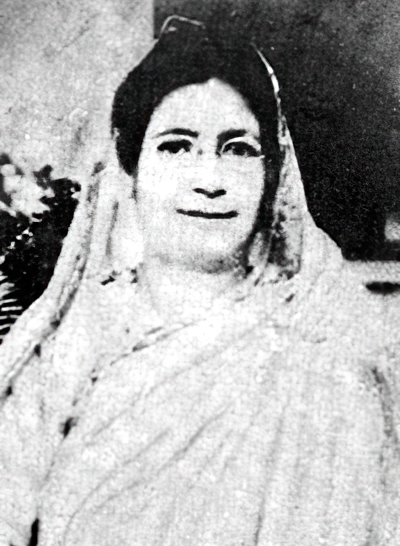
Begum Rokeya

Rokeya Sakhawat Hussain (bengalisch রোকেয়া সাখাওয়াত হোসেন Rokeẏā Sākhāoẏāt Hosen; * 9. Dezember 1880 in Pairabondh, Bengalen, Britisch-Indien; † 9. Dezember 1932 in Kolkata) war eine bengalische Schriftstellerin und Sozialarbeiterin in Britisch-Indien des frühen 20. Jahrhunderts. Sie wurde berühmt durch ihr Engagement für die Gleichstellung der Geschlechter. Sie war eine bedeutende islamische Feministin.

## Leben

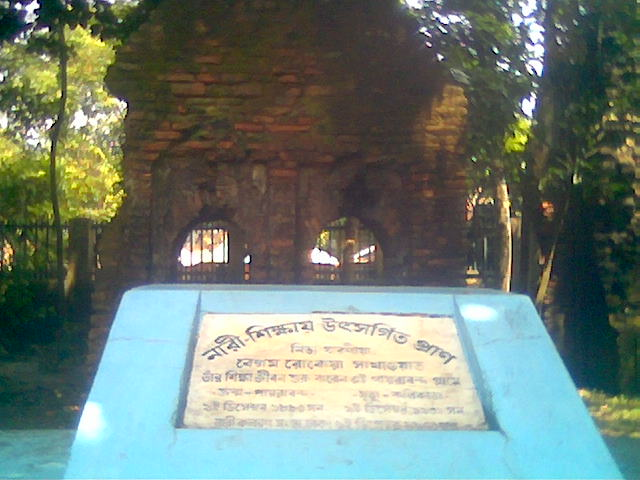
Geburtshaus von Begum Rokeya in Pairabondh (Rangpur), Bangladesch

Rokeya Khatun wurde 1880 im Ort Pairabondh im Distrikt Rangpur geboren, der sich heute in Bangladesch befindet. Ihr Vater war Jahiruddin Muhammad Abu Ali Haidar Saber, ein gebildeter Zamindar (Grundbesitzer). Rokeya hatte zwei Schwestern, Karimunnesa Khatun und Humayra Khatun, und drei Brüder, von denen einer als Kind verstarb. Rokeyas ältester Bruder Ibrahim und ihre ältere Schwester Karimunnesa hatten beide großen Einfluss auf ihr Leben. Karimunnesa wollte Bengalisch studieren, das die Sprache der Mehrheit in Bengalen war. Die Familie missbilligte das, weil viele Muslime der Oberschicht damals Arabisch und Persisch ihrer Muttersprache vorzogen. Ibrahim lehrte Rokeya und ihre Schwester Karimunnesa Englisch und Bengalisch; beide Schwestern wurden Schriftstellerinnen.
Rokeya Hussain heiratete im Jahre 1896, als sie sechzehn Jahre alt war. Ihr Ehemann war der urdusprachige Khan Bahadur Sakhawat Hussain, stellvertretender Friedensrichter von Bhagalpur, heutzutage ein Gebiet im indischen Staat Bihar. Er führte die Arbeit ihres Bruders fort, indem er sie ermunterte, Bengalisch und Englisch zu erlernen. Er schlug ihr vor, zu schreiben, was Rokeya Hussain auf Bengalisch, der Sprache der Massen, tat. Ihre literarische Karriere begann 1902 mit ihrem Werk Pipasa (Durst).
1909 starb Sakhawat Hussain. Er hatte seine Frau ermuntert, Geld beiseitezulegen, damit sie eine Schule für islamische Mädchen gründen könnte. Fünf Monate nach seinem Tod gründete Rokeya ein Gymnasium, das als Denkmal für ihren Mann „Sakhawat-Denkmal-Mädchengymnasium“ genannt wurde. Es fing mit nur fünf Schülerinnen an, im urdusprachigen Gebiet Bhagalpur. Nach einem Rechtsstreit musste Rokeya Hussain die Schule 1911 ins bengalischsprachige Kolkata verlegen; sie blieb eines der populärsten Mädchengymnasien der Stadt.
Begum Rokeya gründete auch den Anjuman-e-Khawateen-e-Islam (Islamischen Frauenverband). Sie trat für Reformen ein, und sie glaubte, dass Engstirnigkeit und exzessiver Konservatismus hauptsächlich schuld an der relativ langsamen Entwicklung von Moslems in Britisch-Indien waren.
Sie verstarb am 9. Dezember 1932 an Herzproblemen. In Bangladesch wird am 9. Dezember der Rokeya-Tag zum Gedenken an sie gefeiert.

## Geschlechtergleichstellung

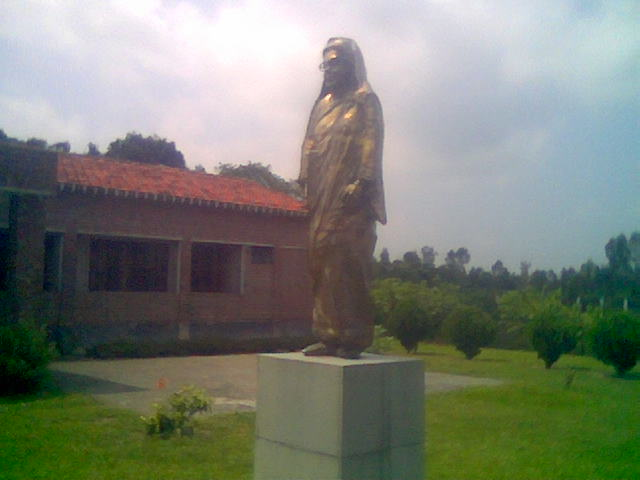
Denkmal von Begum Rokeya, am Begum Rokeya-Denkmal-Zentrum in Pairabondh (Rangpur)

Um die Öffentlichkeit für die Geschlechtergleichstellung zu sensibilisieren und für eine Emanzipation der Frau einzutreten, schrieb sie viele Artikel, Geschichten und Romane, die sie meistens auf Bengalisch verfasste. Dabei verwendete sie Humor, Ironie und Satire, um die Aufmerksamkeit auf die Ungerechtigkeiten zu richten, denen bengalischsprachige Frauen ausgesetzt waren. Sie behauptete, dass Frauen, die ihr Potential als Menschen erfüllten, am besten die Ehre Allahs beweisen könnten. Sie betonte, dass eine Diskriminierung nur enden würde, wenn Frauen den Beruf ausüben könnten, den sie selbst wählten.

## Werke
- Sultana's dream (Sultanas Traum), ein bedeutendes frühes Werk feministischer Science-Fiction, das von einem utopischen Rollentausch von Mann und Frau handelt.
- Oborodhbashini (Die Frau in Gefangenschaft)
- Motichur
- Padmarag (Wesen der Lotusblume)
- (unvollendet) Narir Adhikar (Die Rechte von Frauen), ein Aufsatz für den Islamischen Frauenverband